# IC 4238
IC 4238 је лентикуларна галаксија у сазвјежђу Ловачки пси која се налази на листи објеката дубоког неба у Индекс каталогу.
Деклинација објекта је + 30° 55' 57" а ректасцензија 13h 23m 59,9s. Привидна величина (магнитуда) објекта IC 4238 износи 14,8 а фотографска магнитуда 15,8.